# Mohl Éliás
Mohl Éliás (Illés)  (Pozsony, 1688. január 11. – Modor, 1761. június 24.) modori pietista német lelkész az Északi Egyházkerület 7. evangélikus püspöke.

## Élete

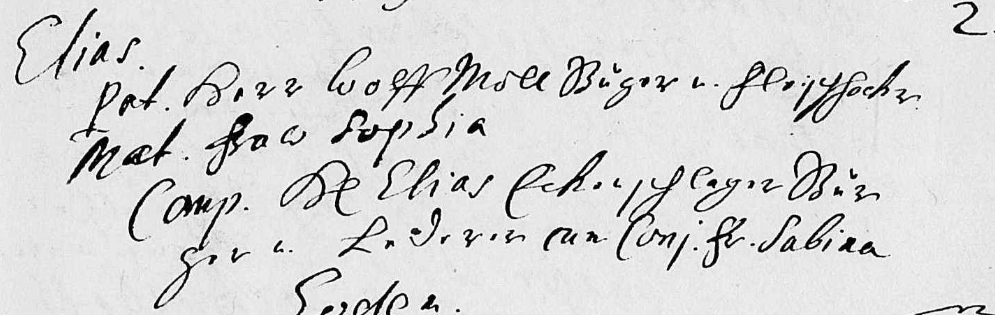
Mohl Illés keresztelési bejegyzése, Pozsony 1688

Szülei a pozsonyi polgár és hentesmester Moll Wolfgang (1643-1705) és Streiter Zsófia. Wolfgang testvére Moll Mihály 1680-ban kapott nemesi rangot I. Lipót magyar királytól.
Pozsonyban evangélikus iskolában tanult. 1706-ban iratkozott be Németországban a hallei egyetemre, ahol bölcsészetet és teológiát tanult, ahol héberül és németül alkotott. Tanulmányai alatt hozzájárula az első hallei cseh Biblia elkészítéséhez és fordításához, amit társaival, Johannes Kriegerrel, Ján Hradskýval, Stephan Kochlatschal és Ernst Bogislav Ventzkevel végzett.
1709-ben a hallei Orban-nyomdában nyomtatták ki a cseh Újszövetséget, amin ekkor már a besztercebányai Bél Mátyás, a selmecbányai Pellionis Samuel, valamint a még Halléban tartózkodó Mohl Illés és Kogler János közösen dolgoztak. A munka szervezése és az anyagi háttér megteremtése Voigt Kristóf feladata lett.
1714-ben lett modori lelkész és házasodott Kolb Mária Krisztinával, Kolb György és a donauwörthi származású Piller Barbara lányával Modoron és 4 lányuk született.
| Név             | Születés |                                      |
| --------------- | -------- | ------------------------------------ |
| Mária Barbara   | 1717     | †1717                                |
| Mária Eleonóra  | 1721     | férje: Zechmeister János             |
| Mária Christina | 1723     |                                      |
| Mária Barbara   | 1736     | férje Ott János, az Ott család sarja |

## Hivatala

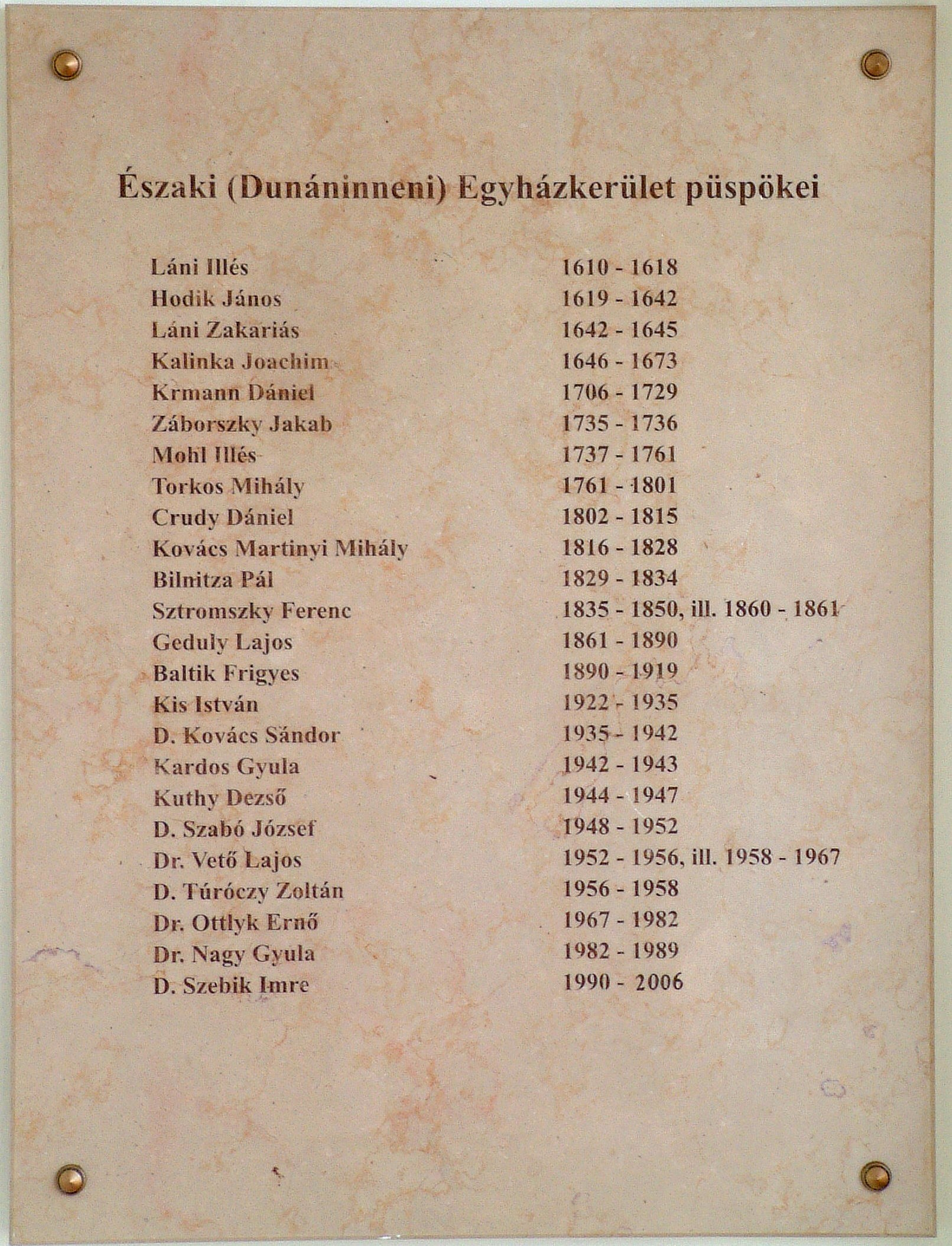
Az Északi Egyházkerület püspökei időrendben

Hivatalát Modor városában kezdte mint lelkész, itt az első feljegyzés 1729-ből származik, amikor tűzvész pusztított a városban. Leégett a helyi iskola és a tűz a katolikus templomra és a paplakra is kiterjedt. A betegeskedő katolikus pap a házát rossz állapota miatt nem tudta elhagyni, ezért Mohlnak kellett őt a lángokból kimenteni. Az evangélikus lelkész az épületek újjáépítését anyagilag támogatta és adományozott új asztalokat és padokat a diákoknak.
1734-ben, 4 éves tilalom után III. Károly magyar király újra engedélyezte, hogy az evangélikusok püspököt válasszanak. 1735-ben megtörtént a választás és Záborszky Jakabot jelölték ki erre a feladatra, de ő az eskütétel előtt 1736-ban elhunyt. Ezt követően választották püspökké Mohl Eliast 1737. augusztus 11-én Modoron. 
Amit Friedrich Wilhelm Beer a következő szavakkal kísért:

„Jó reménységgel vagyunk, hogy a mi mennyei jó atyánk gondviselése révén
 ismét ajtó nyílik köztünk Krisztus evangéliuma számára, s az üldözés és az
 eretnekezés, mellyel már a világiak is torkig vannak, elnémulnak.”

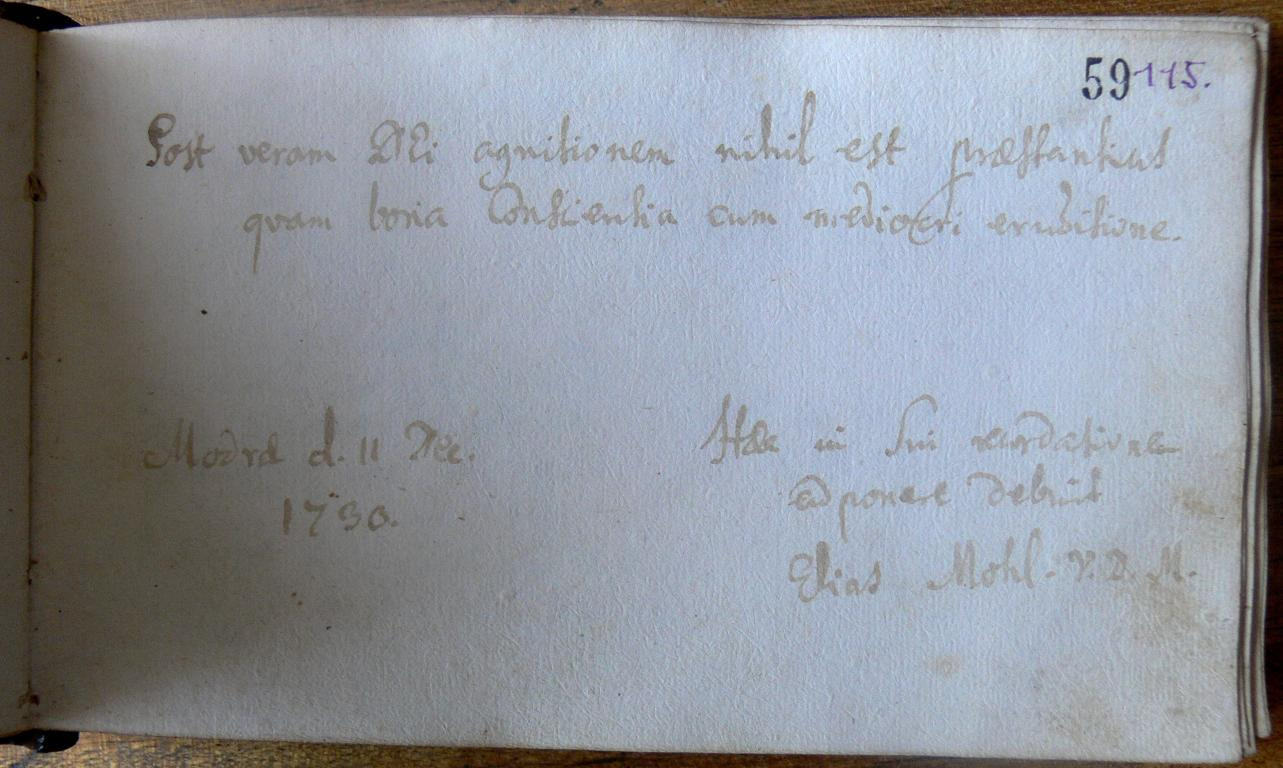
Mohl Éliás kézírása 1730-ból

Hivatalát Modorról látta el és irányítása alatt Pozsony vármegye, Nyitra vármegye, Trencsén vármegye, Turóc vármegye, Bars vármegye, Árva vármegye és Liptó vármegye állt. Hivatali ideje alatt felvirágzott a felvidéki pietizmus, amiért az evangélikus egyházban sokan bírálták. Nem állt ellen annak, hogy Miletz Illés cseh és szlovák nyelvű fordításokkal árassza el az ilyenek iránt érdeklődőket. Védelmezte a reformátorokat és a pietizmust terjesztőket, nyugalomra intette a lelkészeket és megpróbálta egyetértésben megőrizni a felvidéki egyházat.

### Felszentelései
Mohl által felszentelt papok listája:
| Év   | Név                       | Település         |                                                            |
| ---- | ------------------------- | ----------------- | ---------------------------------------------------------- |
| 1737 | Bitroff Pál               | Nemescsó          | A Kőszegi Evangélikus Gyülekezet lelkésze 1738-1741        |
| 1738 | Mudrony Márton            | Kissándori        |                                                            |
| 1739 | Maternus Kristóf          | Nemescsó          | A Kőszegi Evangélikus Gyülekezet lelkésze 1741-1744        |
| 1739 | Magdó András              | Bakonyszombathely |                                                            |
| 1740 | Herchl Márton             | Szulyóváralja     |                                                            |
| 1740 | Bukovszky György          | Bakonycsernye     | A Bakonycsernyei Evangélikus Gyülekezet lelkésze 1740-1751 |
| 1740 | Kastenhofer János Gusztáv | Varsadien         |                                                            |
| 1740 | Neográdi Mihály           | Pritrsdensem      |                                                            |
| 1740 | Bárány János              | Felpéc            | Dunántúli evangélikus egyházkerület püspöke                |
| 1740 | Kucsán István             | Kajárpéc          |                                                            |
| 1740 | Szarkoczy János           | Kissándori        |                                                            |
| 1741 | Szakony Ferenc            | Dobronya          |                                                            |
| 1741 | Sztano János              | Egyházhely        |                                                            |
| 1741 | Berke Ádám                | Iharosberény      |                                                            |
| 1741 | Masnitius János           | Tab               |                                                            |
| 1741 | Lyci Kristóf              | Pusztafödémes     | Lyci Kristóf püspök apja                                   |
| 1741 | Serpilius Henrik Teodor   | Pozsony           |                                                            |
| 1742 | Gregus György             | Ozoroczen         |                                                            |
| 1744 | Doleschall Pál            | Nemescsó          |                                                            |
| 1742 | Ambrosius András          | Bánluzsány        |                                                            |
| 1746 | Boucz Mátyás              |                   |                                                            |
| 1746 | Beck János                |                   |                                                            |
| 1747 | Beer Frigyes Vilmos       |                   |                                                            |
| 1748 | Mezibrodszky M. Teodor    | Öskü              |                                                            |
| 1748 | Eördögh László            | Ivánkafalva       | trencséni alesperes                                        |
| 1748 | Gécs Pál                  | Aposthakiensium   |                                                            |
| 1749 | Blazius János             | Nagypalugya       |                                                            |
| 1749 | Torkos Mihály             | Modor             | Dunáninneni evangélikus egyházkerület püspöke              |
| 1749 | Hajnóczi Sámuel           |                   | Hajnóczy József apja                                       |
| 1749 | Szikray János             | Lissó             |                                                            |
| 1749 | Thessarisa János          | Egyházhely        |                                                            |
| 1751 | Ambrosium Mátyás          | Ozoroczensem      |                                                            |
| 1751 | Dorkovicz Máté            | Bagyan            |                                                            |
| 1751 | Janczovicz András         |                   | Jancsovics család sarja                                    |
| 1752 | Valentini Sámuel          |                   |                                                            |
| 1752 | Augustini Pál             | Bánluzsány        |                                                            |
| 1753 | Bartholomaeides János     | Darasien          |                                                            |
| 1753 | Magdo Sámuel              |                   |                                                            |
| 1753 | Drozdik Sámuel            |                   |                                                            |
| 1753 | Kherling András           | Nemescsó          |                                                            |
| 1753 | Perliczy János            | Szakiensem        |                                                            |
| 1753 | Nagy István               | Nagyalásony       |                                                            |
| 1754 | Leporini Ádám             | Sámsonháza        |                                                            |
|      | Röszler János Krisztián   |                   |                                                            |
| 1755 | Grasskovicz András        | Pusztafödémes     |                                                            |
| 1755 | Gazur Sámuel              | Sziraghiensi      |                                                            |
| 1755 | Pokorny Lukász            |                   |                                                            |
| 1755 | Makoviny Mihály           |                   |                                                            |
| 1755 | Bobor Dániel              | Szelesinen        |                                                            |
| 1756 | Micsovszky Pál            | Necpál            |                                                            |
| 1756 | Dolelschalius Krisztián   | 1756              |                                                            |
| 1757 | Gestrebiny Sámuel         | Pritrsdien        |                                                            |
| 1758 | Machovinyi György         | Ozorocensi        |                                                            |
| 1758 | Mossoczy Mihály           | Nemescsó          |                                                            |
| 1758 | Gamauf Sámuel             | Pozsony           |                                                            |
| 1759 | Abacsny Ádám              | Nyitranecpál      |                                                            |
| 1759 | Benczur János             |                   |                                                            |
| 1759 | Prieviczky Sámuel         | Szulyóváralja     |                                                            |
| 1760 | Michalovicz Mátyás        | Fenyőkosztolány   |                                                            |
| 1760 | Hajnal János              |                   |                                                            |